# 赐姓名
赐姓名，一般可分为赐姓、赐名，或皆有之，如赐降将姓名，又或是赐号。主要是东亚文化圈中君主对臣下的奖励行为。
在中国，从西汉高祖起，历代君主赐姓名屡见不鲜。与赐姓名相对的惩罚，即「去其姓、改恶姓」，如杨玄感被改姓为枭氏、王皇后被改姓为蟒氏。

## 在中国
获得赐名者通常是大臣、皇亲，以及皇帝的配偶——皇后、妃嬪。官员之子亦可能因父亲的关系得到君主赐名。明初重臣徐达四子皆是由明太祖赐名。
皇亲之中，皇子、皇女被赐名是常见现象。早夭的皇子、皇女被追封、赐名亦是常例，如明代。皇后、妃嫔由于同姓不婚的习俗，通常不会赐国姓，而是赐以其他姓氏。亦有妃嫔、皇女（公主）被赐別号的事例。
大臣所赐姓氏以君主所姓的“国姓”最为常见。如南北朝的北魏君主为拓拔氏鲜卑人，因此赐汉臣鲜卑姓氏。到唐朝时，皇帝通常赐李姓给非汉族的大臣，同時賜姓且賜名者亦有，如沙陀將領朱邪赤心，賜姓名為李國昌。亦有賜他姓者，如明朝宦官馬三寶因在「燕京鄭村壩」（今北京朝陽區东坝地区）立下戰功，故賜名為「鄭和」。亦有僅賜名者，如明朝的胡廣與胡德盛被賜名為胡靖，姚道衍被賜名為姚廣孝等。

## 在日本
日本皇族，並無姓氏；而皇族公子王孫因為各種原因被取消皇籍，被稱為“臣籍降下”（現行日本憲法施行後則稱為“皇籍離脫”），此時便會賜予一個姓氏。平安時代，皇族人數太多，皇宮財政甚窘；天皇唯有將血緣疏遠或者較不受寵的皇室子弟赐姓並降為臣民，讓他們自力更生，以維繫宮內財政。這些成為臣民的公子王孫多半成為武士，如平氏與源氏。
第二次世界大戰日本投降後，同盟國軍事佔領日本。1947年，因駐日盟軍總司令部（GHQ）指示，伏見宮、閑院宮、山階宮、北白川宮、梨本宮、久邇宮、賀陽宮、東伏見宮、朝香宮、東久邇宮、竹田宮等宗室子弟皆被賜姓，脫離皇族降為平民，以宮名為新的苗字（即姓氏）；比如伏見宮第26代當主伏見宮博明王脫離皇室後赐姓“伏見”，稱作「伏見博明」。明治維新後，內親王、女王在下嫁平民後也會脫離皇族（臣籍降嫁）而改姓為其丈夫的姓氏，比如最近一位是2021年秋篠宮文仁親王的長女小室真子（賜姓前被稱為真子內親王），但注意這嚴格來說並不算賜姓，而是根據日本民法夫妻必須同姓的規則而做的改姓。

## 备注
1. ↑  項伯受赐国姓刘姓，故名刘伯。娄敬受赐刘姓，故名刘敬。
2. ↑  可参见明光宗子女。
3. ↑  汉成帝婕妤李平赐姓卫氏。唐武宗赐生母廉氏家族为韦氏。金宣宗皇后王氏赐姓温敦氏。
4. ↑  唐太宗赐武才人号武媚，唐玄宗赐同母妹玉真公主号持盈。